# 루이 로페스 데 세구라

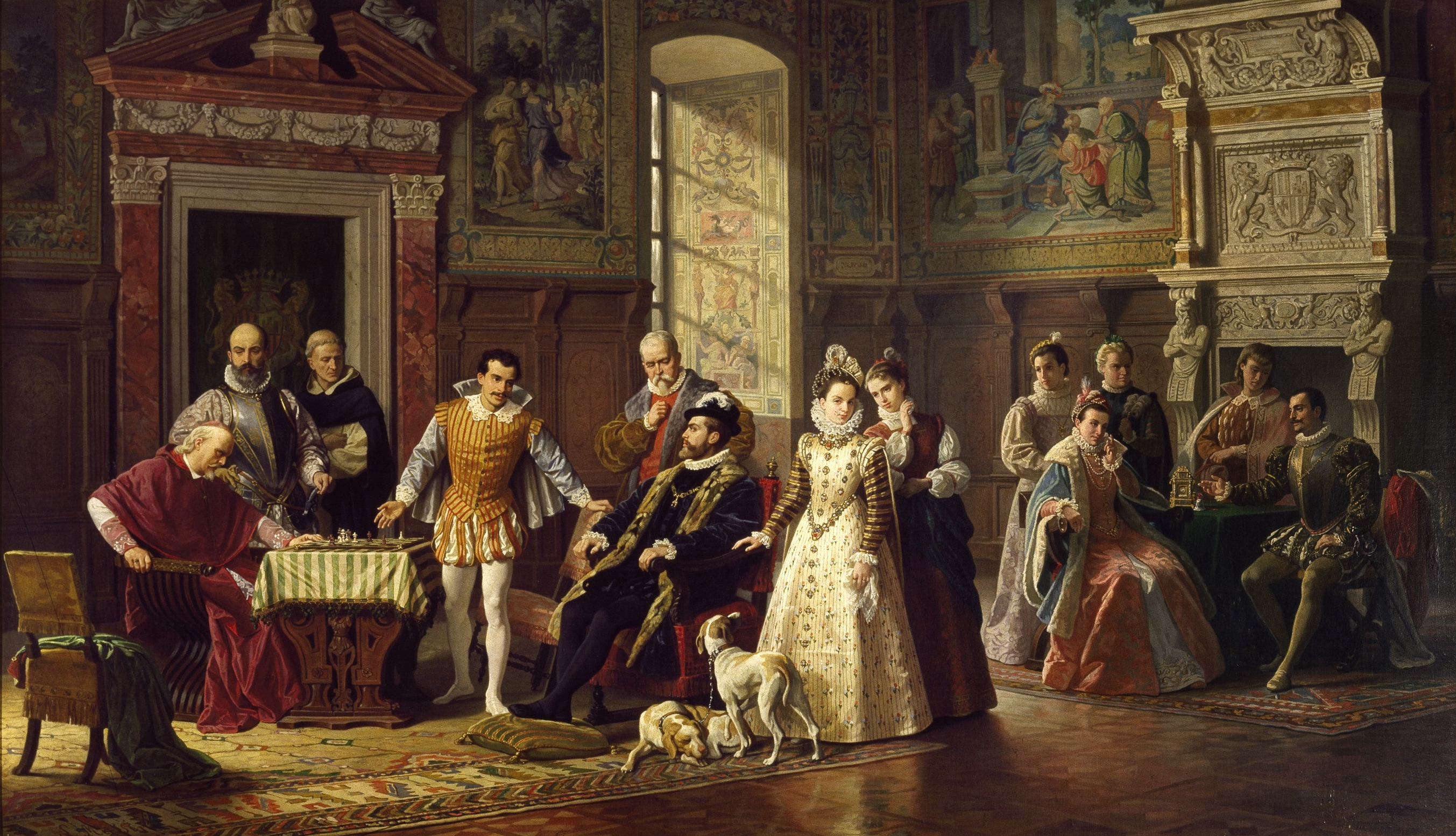
《스페인 궁정에서 벌어진 조반니 레오나르도 다 쿠트리 대 루이 로페스 체스 경기의 단편》(루이지 무시니, 1886년)

루이 로페스 데 세구라(Ruy López de Segura, 1530년 - 1580년) 또는 세구라의 루이 로페스, 루이 로페스는 스페인의 르네상스 시대 체스 플레이어이자 성직자로, 세구라의 주교를 역임하였다.
로페스가 1561년 쓴 《자유로운 발상과 체스 기술의 책(Libro de la invencion liberal y arte del juego del axedrez)》은 유럽에서 현대 체스를 다룬 두 번째(1512년 페드로 다미아노 이후)로 오래된 책이다. 현대 체스의 50수 규칙 등이 로페스의 책에서 처음으로 언급되었다. 로페스의 이름을 딴 루이 로페스 오프닝(1. e4 e5 2. Nf3 Nc6 3. Bb5)도 존재한다.

## 참고 문헌
- Hooper, David; Whyld, Kenneth (1992), "López de Segura, Ruy", The Oxford Companion to Chess (2nd ed.), Oxford University Press, ISBN 0-19-280049-3